# Are We Done Yet?
Are We Done Yet? is een Amerikaanse komediefilm uit 2007  met in de hoofdrol Ice Cube. Het is een vervolg op Are We There Yet? uit 2005 en het verhaal is losjes gebaseerd op de film Mr. Blandings Builds His Dream House uit 1948. De film ontving slechte recensies en was genomineerd voor een Razzie voor slechtste prequel, remake, rip-off of sequel.

## Rolverdeling
- Ice Cube - Nick Persons
- Nia Long - Suzanne Kingston-Persons
- John C. McGinley - Chuck Mitchell Jr.
- Philip Daniel Bolden - Kevin Kingston
- Magic Johnson - zichzelf